# Dawlish
Dawlish (IPA: /ˈdɔːlɪʃ/) – miasto w Wielkiej Brytanii, w Anglii w hrabstwie Devon położone 18 km na zachód od Exeter. Położone bezpośrednio przy linii brzegowej, nad wałem wybudowanym dla potrzeb linii kolejowej biegnącej bezpośrednio przy morzu. Miasto położone jest na szlaku South West Coast Path.

## Nazwa
Miasto zawdzięcza swą nazwę niedalekiej rzece, której celtycka nazwa brzmiała Deawisc (Devil Water). Pochodzi od czerwonej wody rzeki, zawdzięczającej swe zabarwienie wypłukiwanym przez nią klifom, zwłaszcza po dużych deszczach. 

## Historia
Początkowo miasto położone było wyżej, zamieszkane głównie przez rybaków i wytwórców soli, którzy odsalali wodę morską. Dawlish produkowało mniej soli niż pobliskie Teignmouth, głównie z powodu niekorzystnego położenia i możliwości powodzi przy przypływach. Pozyskiwanie soli rozpoczęło się za czasów rzymskich i zakończyło w XI wieku. Do XIX wieku miasto było własnością katedry w Exeterze. 

## Kolej
W 1846 Isambard Kingdom Brunel otworzył linię kolejową, która połączyła miasto z Exeterem i Newton Abbot. Odcinek w okolicy miasta był najtrudniejszy w realizacji ze względu na jego przebieg i szkodliwą działalność morza. 
Odcinek kolei z Dawlish do Teignmouth uważany jest za jeden z najpiękniejszych w Anglii, jednocześnie najbardziej kosztowny w utrzymaniu, głównie z powodu obsuwania się nadbrzeża. Koszt jego renowacji obliczono na 8 mln GBP.

## Atrakcje turystyczne
- Szlak piwny Ale Trail łączący 11 pubów w mieście serwujących tradycyjne piwo angielskie[4].
- Plaża Coryton Cove Beach położona między morzem a linią kolejową. Położenie zapewnia jej w słoneczne dni temperaturę powyżej 30 stopni Celsjusza[5].